# Murhasaari (ö i Birkaland)
Murhasaari är en ö i Finland. Den ligger i sjön Keihäsjärvi och i kommunen Ylöjärvi i den ekonomiska regionen Tammerfors och landskapet Birkaland, i den södra delen av landet, 200 km norr om huvudstaden Helsingfors. Öns area är 0,4 hektar och dess största längd är 100 meter i öst-västlig riktning.